# NGC 1176
NGC 1176 је појединачна звезда у сазвежђу Персеј која се налази на NGC листи објеката дубоког неба.
Деклинација објекта је + 42° 23' 38" а ректасцензија 3h 4m 34,8s. Привидна величина (магнитуда) објекта NGC 1176 износи 12,9.